# ヤマエンゴサク
ヤマエンゴサク（山延胡索、学名：Corydalis lineariloba）は、ケシ科キケマン属の多年草。別名、ヤブエンゴサク、ササバエンゴサク。

## 特徴
地下に径1cmほどになる球形の塊茎がある。塊茎から5cmほど伸びた位置に卵状披針形で長さ1.8cmになる鱗片葉がある。茎は高さが10-20cmになり、鱗片葉の腋には小球芽がある。葉は2-3回3出複葉となり、葉柄があり、小葉は卵円形から披針形になり、先は3-4裂する。小葉の数や形状に変異が多い。
花期は4-5月。総状花序に5-10個の花をつける。小花柄の基部の苞は菱状卵形で先が3-5裂しており、近縁種のエゾエンゴサクやオトメエンゴサクの苞が全縁となるので区別できる。花冠は一方が唇形のように開き、その反対側がまっすぐに伸びるかやや湾曲した長い筒型の距となり、長さは15-25mmになる。花冠は青紫色から赤紫色になる。 果実は蒴果で、長さ10-15mm、幅4-8mmになる広披針形または狭卵形になる。
春先に花を咲かせ、落葉広葉樹林の若葉が広がる頃には地上部は枯れてなくなり、その後は翌春まで地中の地下茎で過ごすスプリング・エフェメラルの一種。

## 分布と生育環境
日本では、本州、四国、九州に分布し、樹林地、草地、沢沿いなどに生育する。世界では、朝鮮半島、中国大陸（東北部）に分布する。

## 名前の由来
別名のヤブエンゴサクは「藪延胡索」の意で、やぶに生えるから、ササバエンゴサクは「笹葉延胡索」の意で、変異の多い葉のうちの1型で、裂片が細い線状楕円形のものをいう。
種小名（種形容語）lineariloba は、「線形の裂片の」意味。

## ギャラリー

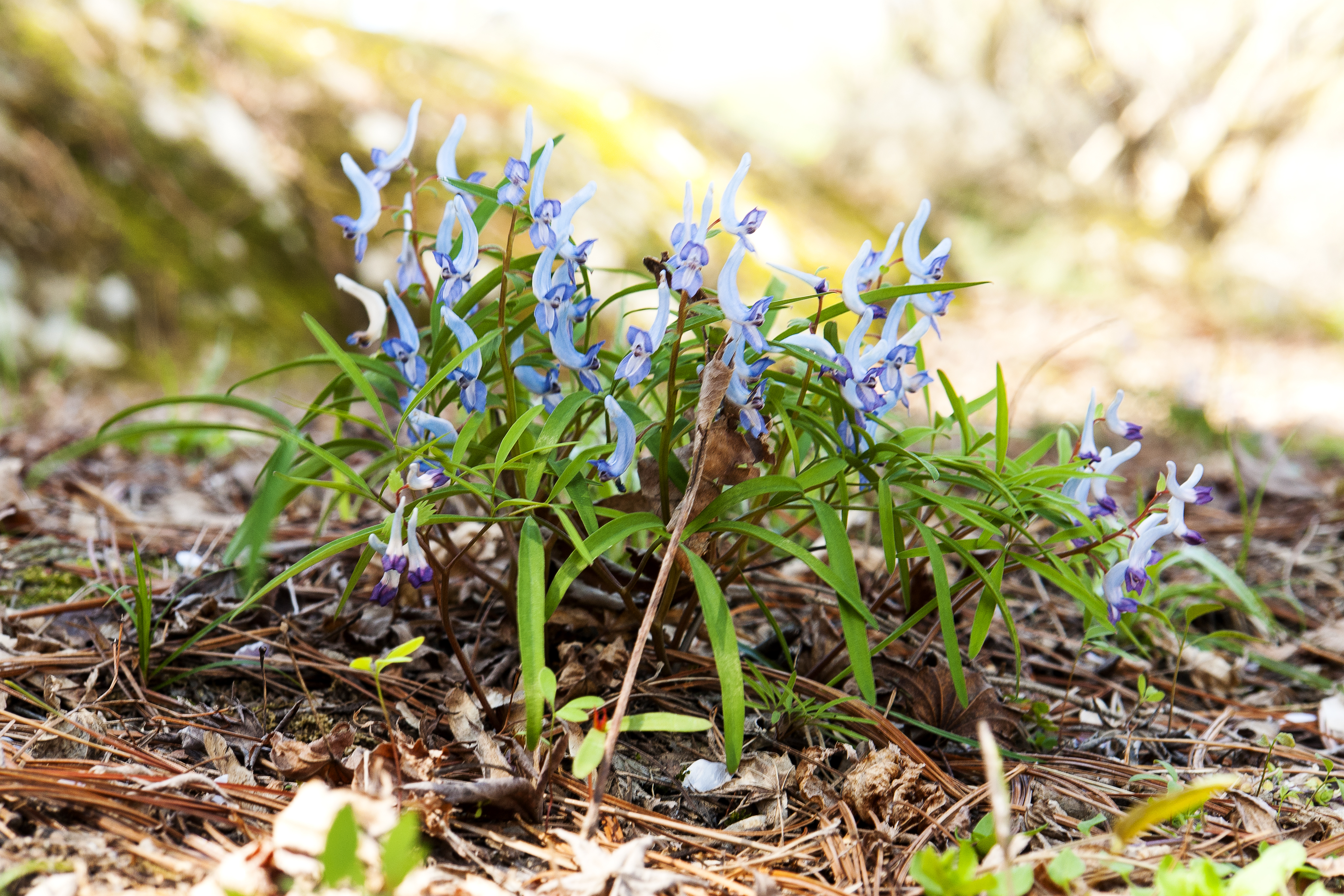
小葉が細いタイプ。
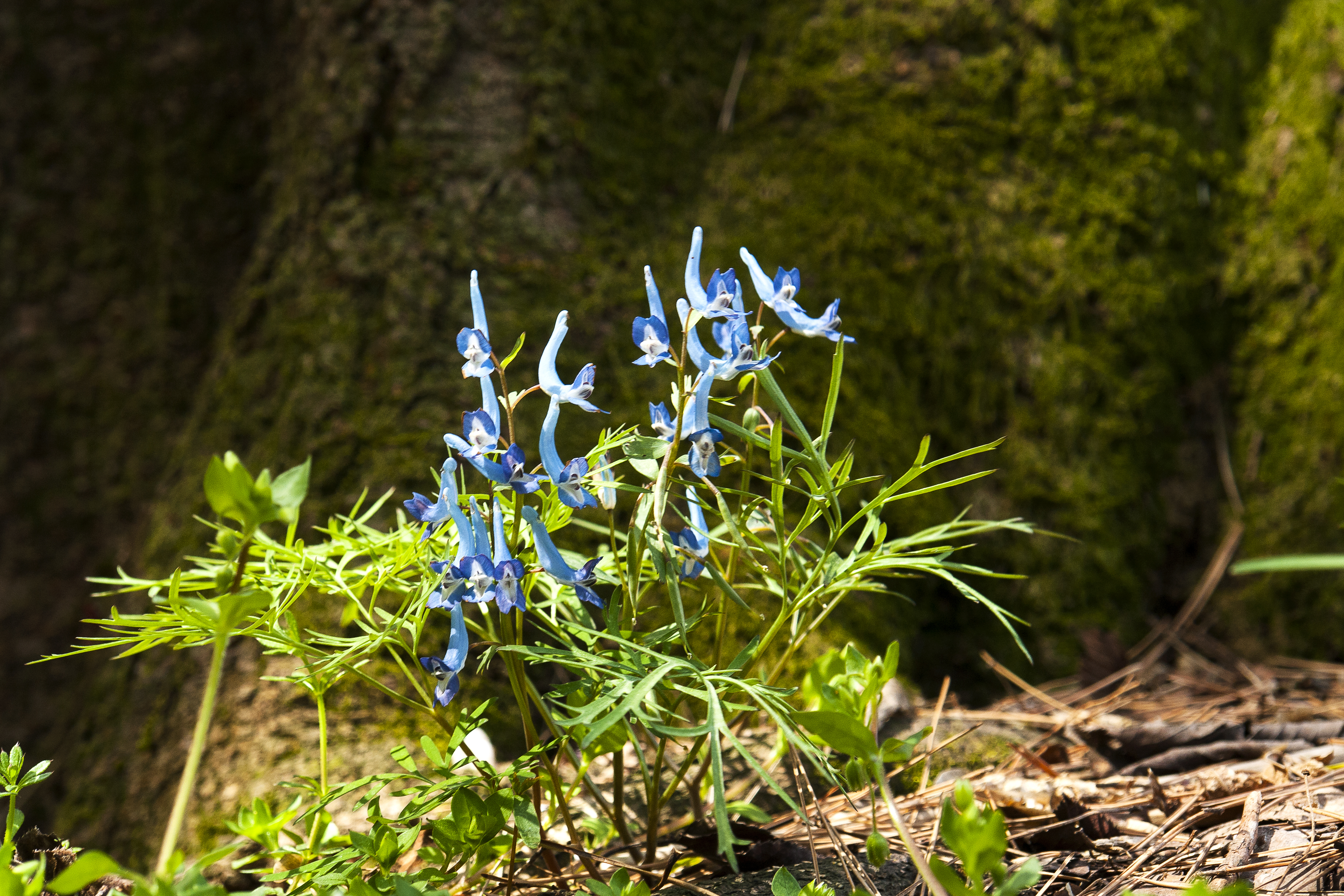
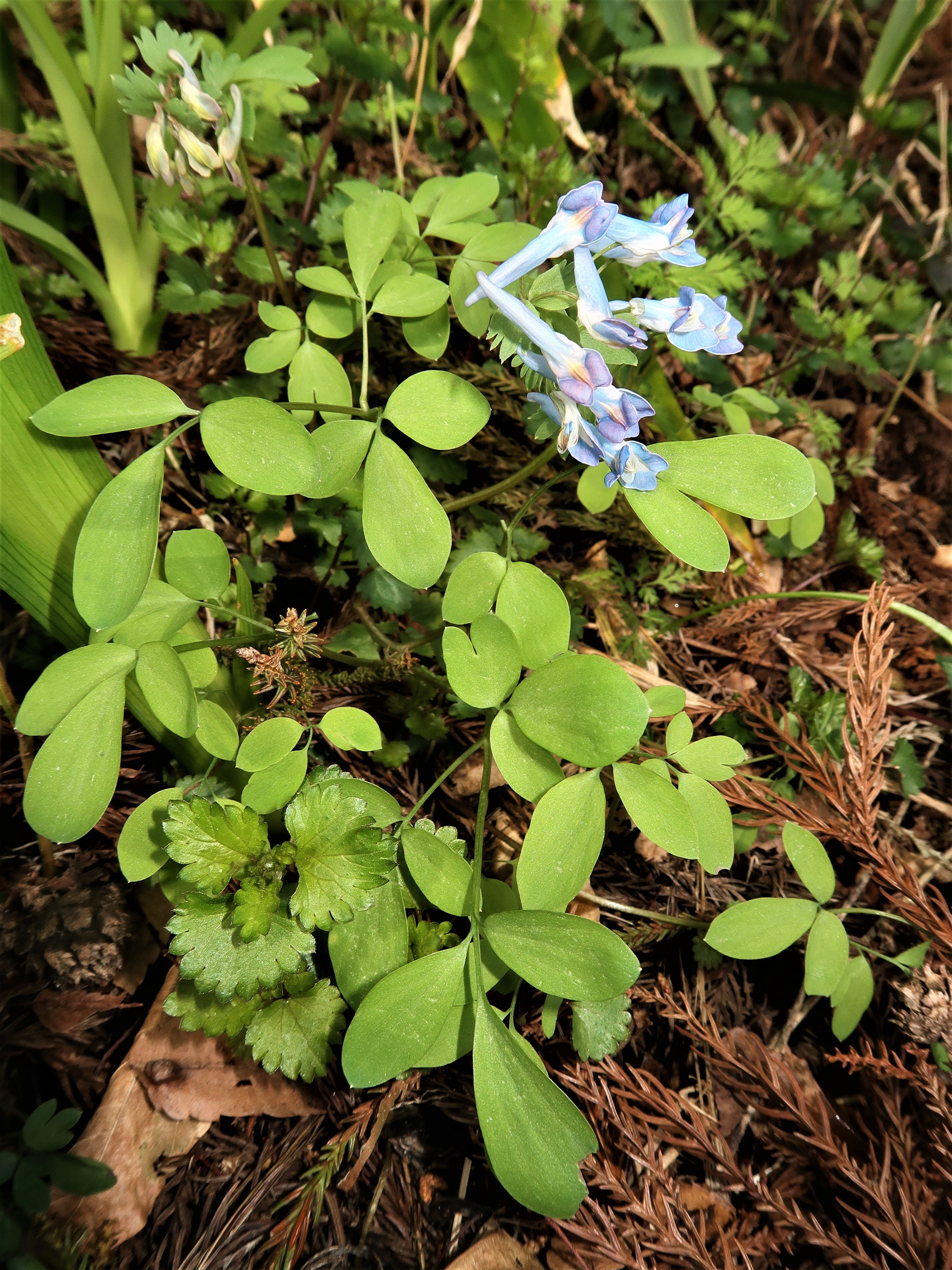
小葉が広卵形のタイプ。
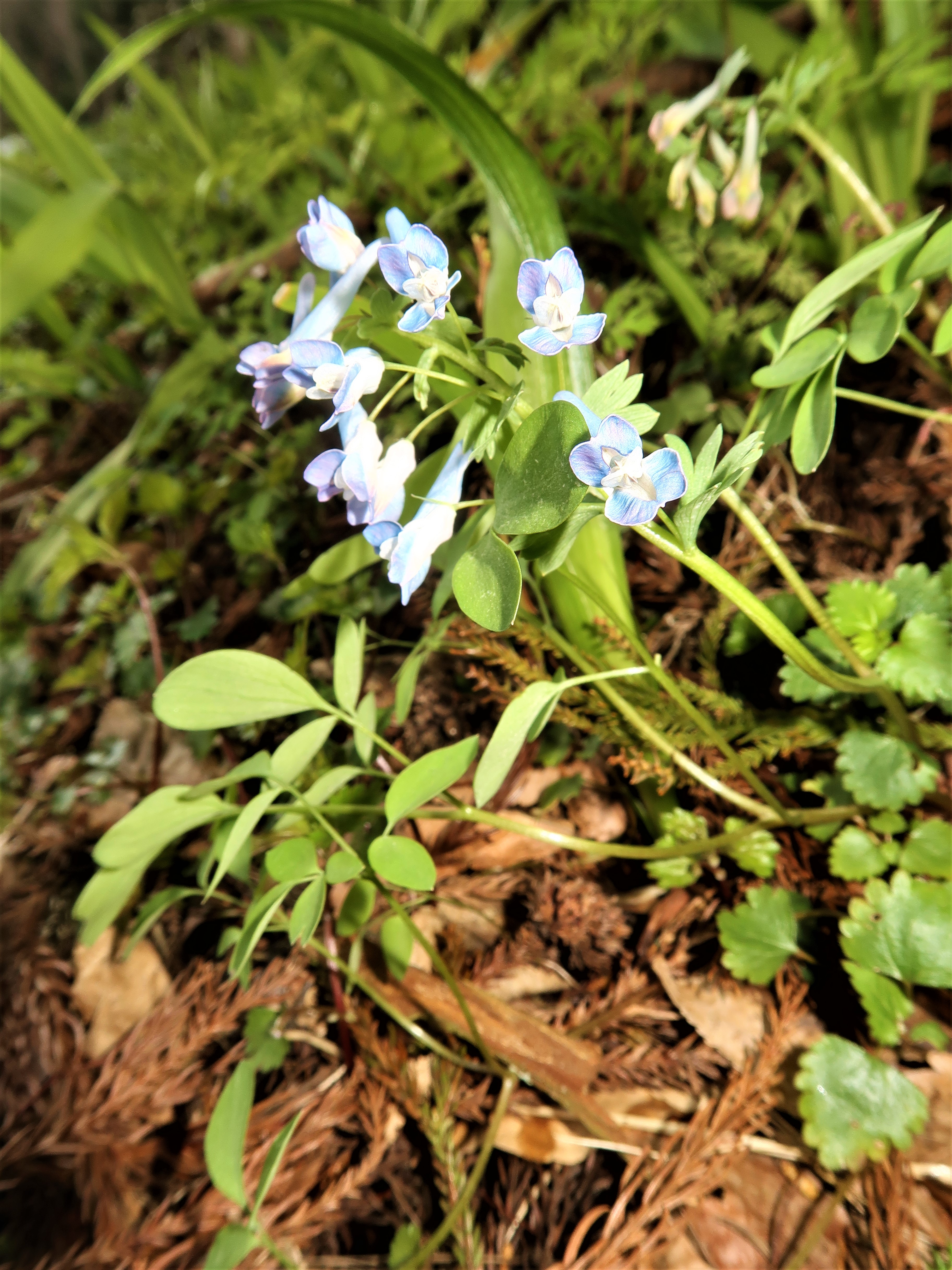
苞は歯牙か欠刻がある。

## 下位分類
- ヒメエンゴサク Corydalis lineariloba Siebold et Zucc. var. capillaris (Makino) Ohwi[7] - 「姫延胡索」で全体が繊細、葉は3-4回3出複葉、最終裂片は長さ5-8mm、幅3-5mmとなり、基本種のヤマエンゴサクより小さく、花数も少ない。種子は平滑。日本固有種で、四国、九州に分布する[3][8]。

## 近縁種
- オトメエンゴサク（乙女延胡索、学名：Corydalis fukuharae）
- エゾエンゴサク（蝦夷延胡索、学名：Corydalis fumariifolia subsp. azurea）
- ジロボウエンゴサク（次郎坊延胡索、学名：Corydalis decumbens）